# Leskea viticulosa
Leskea viticulosa là một loài Rêu trong họ Leskeaceae. Loài này được (Hedw.) Spruce mô tả khoa học đầu tiên năm 1847.